# Västra Nylands välfärdsområde
Västra Nylands välfärdsområde (finska: Länsi-Uudenmaan hyvinvointialue) är ett av de 21 välfärdsområdena i Finland. Välfärdsområdet grundades som en del av reformen som berör social- och hälsovården och räddningsväsendet i Finland, och det omfattar västra delen av landskapet Nyland.

Västra Nylands välfärdsområde

## Kommuner
Området ansvarar för social- och hälsovård, räddningsväsendets tjänster samt elevhälsans psykolog- och kuratorstjänster från och med 1 januari 2023 för invånarna i följande kommuner:

- Esbo stad
- Grankulla stad
- Hangö stad
- Högfors stad
- Ingå kommun
- Kyrkslätts kommun
- Lojo stad
- Raseborgs stad
- Sjundeå kommun
- Vichtis kommun

I början av år 2022 fanns det 480 675 invånare i Västra Nylands välfärdsområde.

## Tjänster
Från och med 1 januari 2023 överförs ansvaret för att social- och hälsovårdstjänster och räddningsväsende från kommuner och samkommuner till välfärdsområdena. Enligt lag ska kommuners och samkommuners gällande avtal överföras till välfärdsområden.

### Sjukvård
Västra Nylands välfärdsområde motsvarar Västra Nylands och Lojos sjukvårdsområden, inom Helsingfors och Nylands sjukvårdsdistrikt (HNS) samt med HUCS-sjukvårdsområdes västra delar. Det finns fyra sjukhus i Västra Nylands välfärdsområde:
- Esbo sjukhus
- Jorvs sjukhus
- Lojo sjukhus
- Raseborgs sjukhus

### Räddningsverket
Västra Nylands räddningsverk är verksamt i Västra Nylands välfärdsområde. Cirka 600 personer är anställda hos räddningsverket. Resurserna för det dagliga arbetet är cirka 90 personer som i beredskap, vilka är fördelade på tolv bemannade stationer i Västra Nyland. I området arbetar också cirka 1 000 frivilliga brandmän i 40 avtalsbrandkårer (FBK) och som deltidsanställd personal i Hangö och Tenala.

## Beslutsfattande

### Välfärdsområdesvalet
Vid välfärdsområdesval utses välfärdsområdesfullmäktige för välfärdsområdena, som ansvarar för ordnandet av social- och hälsovården och räddningsväsendet från och med den 1 januari 2023. Välfärdsområdena har självstyre och den högsta beslutanderätten utövas av välfärdsområdesfullmäktige. Välfärdsområdesval förrättas samtidigt med kommunalval.
Det första välfärdsområdesvalet hölls den 23 januari 2022. Då valdes 79 personer till välfärdsområdesfullmäktige.

### Välfärdsområdesfullmäktige
Välfärdsområdesfullmäktige ansvarar för välfärdsområdets verksamhet och ekonomi. Fullmäktige fattar beslut om årsbudgeten, godkänner bokslutet och ansvarar för strategiska linjer.

### Mandatfördelning
| 4 | 13 | 10 | 6 |  | 12 |  |  | 27 |  |

| 25 | 54 |

| 5 | 15 | 11 | 4 | 4 | 13 |  | 24 |